# Brett Hull Hockey
Brett Hull Hockey — игра-симулятор хоккея на льду для платформ Super Nintendo Entertainment System, Atari Jaguar, Sega Mega Drive и DOS. Графика игры находится на уровне других подобных игр того периода. Игроков анонсирует Al Michaels, который называет Бретта Халла по имени, а остальных игроков по номеру. В игре присутствуют режимы товарищеского матча, обычной сезонной игры и плей-офф, а также предыгровой режим тренировки.

## Восприятие
В целом игра получила достаточно высокие оценки критиков. Обозреватель Game Players указал, что игра лучше многих других хоккейных игр для SNES, но у неё недостаточно красивая графика и не очень удобное управление. В журнале PC Gamer игра была названа одной из лучших спортивных игр за последние несколько лет. Журнал Electronic Gaming Monthly отметил отличное качество звука и качественное моделирование игровых моментов.